# 農林局 (琉球政府)
農林局（のうりんきょく）は、琉球政府の行政事務部局のひとつ。農林水産業関係を所掌した。1965年8月1日の機構改革において、経済局から分離したものである。

## 所掌事務
農林局の所掌事務は以下の通りである（1972年5月14日現在）。
- 農業に関すること
- 農林土木に関すること
- 林業に関すること
- 畜産業に関すること
- 水産業に関すること
- 海外移住に関すること

## 組織
農林局の組織は以下の通りである（1972年5月14日現在）。

### 内部部局
- 局長直属
  - 総務課
- 農政部
  - 農政課
  - 特産課
  - 農業協同組合課
  - 耕地課
- 農林部
  - 農産課
  - 林務課
  - 畜産課
  - 農業改良課
- 水産部
  - 漁政課
  - 生産課

### 支分部局
- 営林署
- 農業改良普及所
- 畜産指導所
- 農林土木事務所

### 附属機関
- 農業試験場
- 模範農場
- 畜産試験場
- 家畜衛生試験場
- 林業試験場
- 植物防疫所
- 動物検疫場
- 水産試験場
- 肉用牛繁殖センター